# Obernburg am Main

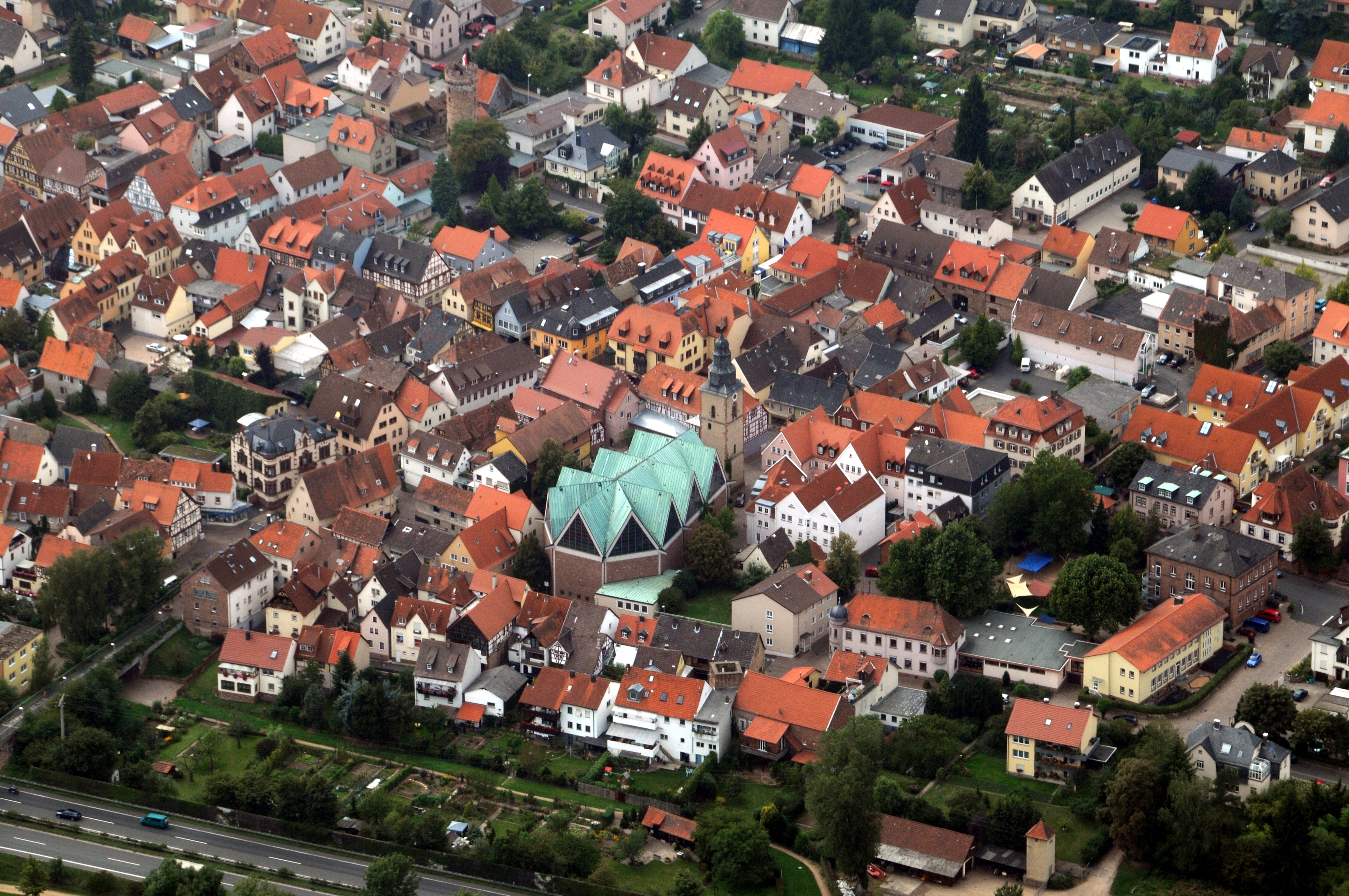
Obernburg am Main

Obernburg am Main este un oraș din Franconia Inferioară, landul Bavaria, Germania.